# Litoměřický vikariát

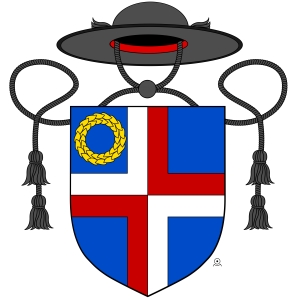
Blason vikariátního znaku
V modrém štítu stříbrně a červeně čtvrcený kříž provázený vpravo nahoře zlatým věncem. Vše převýšeno černým kněžským kloboukem se dvěma černými střapci. Zvolený symbol odkazuje na sv. Štěpána prvomučedníka, patrona litoměřické katedrály, neboť stefanos je řecky věnec.

Litoměřický vikariát je církevní územní správní jednotkou v litoměřické diecézi v severních Čechách. Je jedním z 10 vikariátů litoměřické diecéze. 

## Popis

### Geografická poloha
Na západě hraničí s lounským a teplickým vikariátem. Na severu hraničí s ústeckým a děčínským vikariátem. Na východě hraničí s českolipským a mladoboleslavským vikariátem. Na jihu má hranici s pražskou arcidiecézí. Z hlediska územního členění státní správy leží na území větší části okresu Litoměřice. Jižní okraj okresu Litoměřice již spadá duchovní správou pod pražskou arcidiecézi. Na severu litoměřický vikariát zasahuje nepatrně v oblasti Malečova a Homole u Panny do okresu Ústí nad Labem a na východě v oblasti obce Koštice zasahuje do okresu Louny.

### Územní členění
Přirozeným centrem vikariátu je město Litoměřice, které mu dalo jméno. V něm se nachází také na Dómském pahorku litoměřické biskupství, které je sídlem litoměřického biskupa. K němu náleží katedrála sv. Štěpána, o níž se stará litoměřická katedrální kapitula u sv. Štěpána. Mimo Dómský pahorek se v Litoměřicích na ul. Komenského 4 nachází pod správou biskupství také Diecézní dům kardinála Trochty, ve kterém je restaurace Biskupský pivovar.
Vikariát je tvořen 44 farnostmi. Jednotlivé farnosti jsou ve vikariátu sdružené do farních obvodů (kolatur), kdy z důvodu nedostatku kněží má jeden kněz na starosti farností více. Z hlediska státní správy kolatura může připomínat obce s pověřeným obecním úřadem či obce s rozšířenou působností. Ve farnostech litoměřického vikariátu se nachází dohromady 57 kostelů a řada větších kaplí, které jsou uvedeny v přehledu. Dále je zde mnoho menších kaplí a kapliček, božích muk, křížů a jiných sakrálních památek, které jsou uvedeny na stránkách pojednávajících o konkrétních farnostech. 
Dalšími významnými centry jsou Doksany, ve kterých se nachází areál ženského premonstrátského kláštera s kostelem Narození Panny Marie a město Terezín s vojenským posádkovým kostelem Vzkříšení Páně. Spolu s okolními farnostmi je vše pod duchovní správou Královské kanonie premonstrátů ze strahovského kláštera. 
V Žitenicích se nachází kostel sv. Petra a Pavla, který je spolu s žitenickým zámkem v péči Královské kolegiátní kapituly sv. Petra a Pavla na Vyšehradě. 
Významnými poutními místy jsou Křešice s poutním kostelem Navštívení Panny Marie a Chotěšov s kostelem Nanebevzetí Panny Marie, který je spravován z libochovického děkanství. Jihovýchodní část litoměřického vikariátu je spravována z farnosti Štětí nad Labem. 
Okrskovým vikářem je od roku 2010 Józef Szeliga, který je děkanem kostela Všech svatých v Litoměřicích, a je také okrskovým vikářem ústeckého vikariátu.

## Seznam farností litoměřického vikariátu

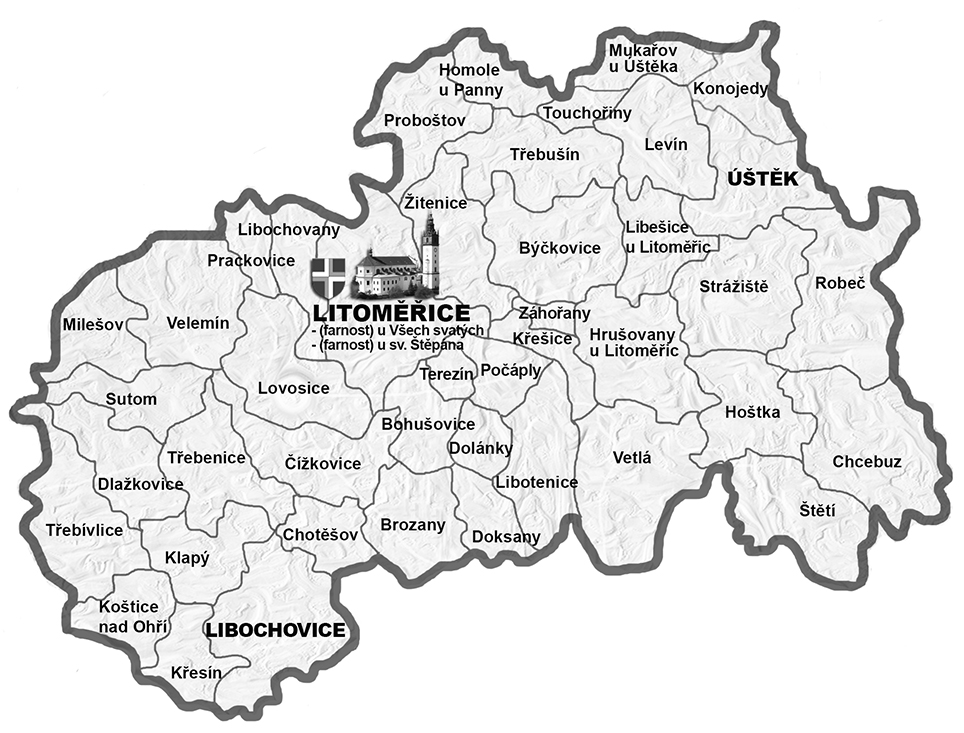

1. Bohušovice nad Ohří
2. Brozany nad Ohří
3. Býčkovice
4. Čížkovice
5. Dlažkovice
6. Doksany
7. Dolánky
8. Homole u Panny
9. Hoštka
10. Hrušovany u Litoměřic
11. Chcebuz
12. Chotěšov
13. Klapý
14. Konojedy
15. Koštice nad Ohří
16. Křesín
17. Křešice u Litoměřic
18. Levín
19. Liběšice u Litoměřic
20. Libochovany
21. Libochovice
22. Libotenice
23. Litoměřice Všech svatých
24. LITOMĚŘICE SV. ŠTĚPÁN (dóm)
25. Lovosice
26. Milešov
27. Mukařov u Úštěka
28. Počaply u Terezína
29. Prackovice nad Labem
30. Proboštov
31. Robeč
32. Strážiště
33. Sutom
34. Štětí nad Labem
35. Terezín
36. Touchořiny
37. Třebenice
38. Třebívlice
39. Třebušín
40. Úštěk
41. Velemín
42. Vetlá
43. Zahořany u Křešic
44. Žitenice

| Přehled kostelů a kaplí v litoměřickém vikariátu | Přehled kostelů a kaplí v litoměřickém vikariátu  | Přehled kostelů a kaplí v litoměřickém vikariátu | Přehled kostelů a kaplí v litoměřickém vikariátu | Přehled kostelů a kaplí v litoměřickém vikariátu | Přehled kostelů a kaplí v litoměřickém vikariátu | Přehled kostelů a kaplí v litoměřickém vikariátu        | Přehled kostelů a kaplí v litoměřickém vikariátu | Přehled kostelů a kaplí v litoměřickém vikariátu |
| Fotografie                                       | Patrocinium                                       | Slavnost                                         | Místo                                            | Statut                                           | Farnost                                          | Diecézní katalog                                        | Souřadnice                                       | Č. kulturní památky (Pk, MIS, Sez, Obr)          |
| ------------------------------------------------ | ------------------------------------------------- | ------------------------------------------------ | ------------------------------------------------ | ------------------------------------------------ | ------------------------------------------------ | ------------------------------------------------------- | ------------------------------------------------ | ------------------------------------------------ |
|                                                  | Anděla Strážce (Lukohořany)                       | 2. října                                         | Lukohořany                                       | kaple                                            | Farnost Třebívlice                               | bohoslužby                                              | 50°26′9″ s. š., 13°56′2″ v. d.                   | —                                                |
|                                                  | Anděla Strážce (Sedlec)                           | 2. října                                         | Sedlec                                           | kaple                                            | Farnost Klapý                                    |                                                         | 50°26′59″ s. š., 14°1′ v. d.                     | —                                                |
|                                                  | Andělů Strážných (Encovany)                       | 2. října                                         | Encovany                                         | kaple                                            | Farnost Hrušovany u Litoměřic                    | bohoslužby                                              | 50°31′43″ s. š., 14°14′57″ v. d.                 | 28844/5-2022 (Pk•MIS•Sez•Obr•WD)                 |
|                                                  | Andělů Strážných (Vojnice)                        | 2. října                                         | Vojnice                                          | kaple                                            | Farnost Koštice nad Ohří                         |                                                         | 50°25′23″ s. š., 13°56′32″ v. d.                 | —                                                |
|                                                  | Apoštolů (Polepy)                                 |                                                  | Polepy                                           | kaple                                            | Farnost Hrušovany u Litoměřic                    | bohoslužby                                              | 50°30′16″ s. š., 14°15′54″ v. d.                 | 34365/5-2230 (Pk•MIS•Sez•Obr•WD)                 |
|                                                  | Božího hrobu (Ostré)                              | Velký pátek a Bílá sobota                        | Ostré                                            | kaple                                            | Farnost Úštěk                                    | bohoslužby                                              | 50°35′16″ s. š., 14°22′22″ v. d.                 | 42634/5-2213 (Pk•MIS•Sez•Obr•WD)                 |
|                                                  | Božího milosrdenství (Litoměřice)                 | 2. neděle velikonoční                            | Litoměřice                                       | kaple (d.seniorů)                                | Farnost Litoměřice                               | bohoslužby                                              | 50°32′ s. š., 14°7′32″ v. d.                     | —                                                |
|                                                  | Loreta (Žitenice)                                 |                                                  | Žitenice                                         | kaple                                            | Farnost Žitenice                                 |                                                         | 50°33′30″ s. š., 14°8′54″ v. d.                  | 43600/5-2478 (Pk•MIS•Sez•Obr•WD)                 |
|                                                  | Nalezení a Povýšení sv. Kříže (Ostré)             | 14. září                                         | Ostré                                            | kaple                                            | Farnost Úštěk                                    | bohoslužby                                              | 50°35′4″ s. š., 14°22′18″ v. d.                  | 42634/5-2213 (Pk•MIS•Sez•Obr•WD)                 |
|                                                  | Nanebevzetí Panny Marie (Hoštka)                  | 15. srpna                                        | Hoštka                                           | kaple                                            | Farnost Hoštka                                   | bohoslužby                                              | 50°29′13″ s. š., 14°20′5″ v. d.                  | 35490/5-2042 (Pk•MIS•Sez•Obr•WD)                 |
|                                                  | Nanebevzetí Panny Marie (Chotěšov)                | 15. srpna                                        | Chotěšov                                         | farní kostel                                     | Farnost Chotěšov                                 | bohoslužby                                              | 50°26′24″ s. š., 14°5′7″ v. d.                   | 21881/5-2058 (Pk•MIS•Sez•Obr•WD)                 |
|                                                  | Nanebevzetí Panny Marie (Konojedy)                | 15. srpna                                        | Konojedy                                         | farní kostel                                     | Farnost Konojedy                                 | bohoslužby                                              | 50°37′37″ s. š., 14°21′8″ v. d.                  | 43557/5-2088 (Pk•MIS•Sez•Obr•WD)                 |
|                                                  | Nanebevzetí Panny Marie (Liběšice)                | 15. srpna                                        | Liběšice                                         | farní kostel                                     | Farnost Liběšice u Litoměřic                     | bohoslužby                                              | 50°34′8″ s. š., 14°17′22″ v. d.                  | 17284/5-2118 (Pk•MIS•Sez•Obr•WD)                 |
|                                                  | Narození sv. Jana Křtitele (Kamýk)                | 24. června                                       | Kamýk                                            | kaple                                            | Farnost Litoměřice                               |                                                         | 50°33′49″ s. š., 14°5′9″ v. d.                   | 106269 (Pk•MIS•Sez•Obr•WD)                       |
|                                                  | Narození sv. Jana Křtitele (Klapý)                | 24. června                                       | Klapý                                            | farní kostel                                     | Farnost Klapý                                    | bohoslužby                                              | 50°25′53″ s. š., 14°0′25″ v. d.                  | 32285/5-2084 (Pk•MIS•Sez•Obr•WD)                 |
|                                                  | Narození sv. Jana Křtitele (Počeplice)            | 24. června                                       | Počeplice                                        | kaple                                            | Farnost Štětí nad Labem                          | bohoslužby                                              | 50°25′51″ s. š., 14°23′34″ v. d.                 | 105726 (Pk•MIS•Sez•Obr•WD)                       |
|                                                  | Narození sv. Jana Křtitele (Proboštov)            | 24. června                                       | Proboštov                                        | farní kostel                                     | Farnost Proboštov                                | bohoslužby                                              | 50°37′34″ s. š., 14°9′1″ v. d.                   | 42979/5-252 (Pk•MIS•Sez•Obr•WD)                  |
|                                                  | Narození Panny Marie (Doksany)                    | 8. září                                          | Doksany                                          | farní kostel                                     | Farnost Doksany                                  | bohoslužby                                              | 50°27′19″ s. š., 14°9′33″ v. d.                  | 20225/5-1994 (Pk•MIS•Sez•Obr•WD)                 |
|                                                  | Narození Panny Marie (Hrušovany)                  | 8. září                                          | Hrušovany                                        | farní kostel                                     | Farnost Hrušovany u Litoměřic                    | bohoslužby                                              | 50°31′7″ s. š., 14°16′50″ v. d.                  | 19750/5-2232 (Pk•MIS•Sez•Obr•WD)                 |
|                                                  | Narození Panny Marie (Jenčice)                    | 8. září                                          | Jenčice                                          | kaple                                            | Farnost Třebenice                                |                                                         | 50°29′2″ s. š., 14°0′11″ v. d.                   | —                                                |
|                                                  | Narození Panny Marie (Libochovany)                | 8. září                                          | Libochovany                                      | farní kostel                                     | Farnost Libochovany                              | bohoslužby                                              | 50°33′59″ s. š., 14°2′21″ v. d.                  | 101438 (Pk•MIS•Sez•Obr•WD)                       |
|                                                  | Narození Panny Marie (Třebenice)                  | 8. září                                          | Třebenice                                        | farní kostel                                     | Farnost Třebenice                                | bohoslužby                                              | 50°28′34″ s. š., 13°59′25″ v. d.                 | 42934/5-2370 (Pk•MIS•Sez•Obr•WD)                 |
|                                                  | Navštívení Panny Marie (Hrádek)                   | 31. května                                       | Hrádek                                           | kaple                                            | Farnost Libochovany                              | bohoslužby                                              | 50°33′13″ s. š., 14°3′25″ v. d.                  | —                                                |
|                                                  | Navštívení Panny Marie (Křešice)                  | 31. května                                       | Křešice                                          | filiální kostel                                  | Farnost Křešice u Litoměřic                      | bohoslužby                                              | 50°31′18″ s. š., 14°13′17″ v. d.                 | 29568/5-2105 (Pk•MIS•Sez•Obr•WD)                 |
|                                                  | Navštívení Panny Marie (Teplá)                    | 31. května                                       | Teplá                                            | kaple                                            | Farnost Sutom                                    | bohoslužby                                              | 50°29′20″ s. š., 13°58′ v. d.                    | —                                                |
|                                                  | Nejsvětějšího Srdce Ježíšova (Kamýk)              | druhý pátek po N. Trojici                        | Kamýk                                            | kaple                                            | Farnost Litoměřice                               | bohoslužby                                              | 50°33′32″ s. š., 14°4′37″ v. d.                  | 19217/5-2078 (Pk•MIS•Sez•Obr•WD)                 |
|                                                  | Nejsvětějšího Srdce Ježíšova (Libochovice)        | druhý pátek po N. Trojici                        | Libochovice                                      | kaple (zámecká)                                  | Farnost Libochovice                              | bohoslužby                                              | 50°24′19″ s. š., 14°2′38″ v. d.                  | 45669/5-2131 (Pk•MIS•Sez•Obr•WD)                 |
|                                                  | Nejsvětějšího Srdce Ježíšova (Litoměřice)         | druhý pátek po N. Trojici                        | Litoměřice                                       | kaple (DdkT)                                     | Farnost Litoměřice                               | bohoslužby                                              | 50°32′15″ s. š., 14°7′37″ v. d.                  | —                                                |
|                                                  | Nejsvětějšího Srdce Ježíšova (Lovosice)           | druhý pátek po N. Trojici                        | Lovosice                                         | kaple                                            | Farnost Lovosice                                 | bohoslužby                                              | 50°30′20″ s. š., 14°3′8″ v. d.                   | —                                                |
|                                                  | Nejsvětější Trojice (Semeč)                       | první neděle po letnicích                        | Semeč                                            | kaple                                            | Farnost Třebívlice                               | bohoslužby                                              | 50°26′45″ s. š., 13°53′39″ v. d.                 | —                                                |
|                                                  | Nejsvětější Trojice (Sulejovice)                  | první neděle po letnicích                        | Sulejovice                                       | filiální kostel                                  | Farnost Lovosice                                 | bohoslužby                                              | 50°29′56″ s. š., 14°2′11″ v. d.                  | 16905/5-2325 (Pk•MIS•Sez•Obr•WD)                 |
|                                                  | Nejsvětější Trojice (Štětí)                       | první neděle po letnicích                        | Štětí                                            | kaple                                            | Farnost Štětí nad Labem                          | bohoslužby                                              | 50°27′26″ s. š., 14°22′16″ v. d.                 | 42940/5-2336 (Pk•MIS•Sez•Obr•WD)                 |
|                                                  | Nejsvětější Trojice (Travčice)                    | první neděle po letnicích                        | Travčice                                         | kaple                                            | Farnost Počaply u Terezína                       | bohoslužby                                              | 50°30′11″ s. š., 14°11′24″ v. d.                 | 42456/5-2367 (Pk•MIS•Sez•Obr•WD)                 |
|                                                  | Nejsvětější Trojice (Úpohlavy)                    | první neděle po letnicích                        | Úpohlavy                                         | kaple                                            | Farnost Třebenice                                | bohoslužby                                              | 50°27′50″ s. š., 14°2′7″ v. d.                   | 43231/5-2402 (Pk•MIS•Sez•Obr•WD)                 |
|                                                  | Nejsvětější Trojice (Zahořany)                    | první neděle po letnicích                        | Zahořany                                         | farní kostel                                     | Farnost Zahořany u Křešic                        | bohoslužby                                              | 50°31′41″ s. š., 14°13′6″ v. d.                  | 42561/5-2465 (Pk•MIS•Sez•Obr•WD)                 |
|                                                  | Neposkvrněného početí Panny Marie (Snědovice)     | 8. prosince                                      | Snědovice                                        | kaple                                            | Farnost Chcebuz                                  | bohoslužby                                              | 50°30′13″ s. š., 14°23′17″ v. d.                 | —                                                |
|                                                  | Neposkvrněného početí Panny Marie (Teplá)         | 8. prosince                                      | Teplá                                            | filiální kostel (klášterní)                      | Farnost Sutom                                    | bohoslužby Archivováno 26. 7. 2014 na Wayback Machine.  | 50°29′22″ s. š., 13°57′58″ v. d.                 | —                                                |
|                                                  | Panny Marie (Dolánky)                             | 1. ledna                                         | Dolánky                                          | kaple („U studánky“)                             | Farnost Dolánky                                  | bohoslužby                                              | 50°28′19″ s. š., 14°9′42″ v. d.                  | 47659/5-2005 (Pk•MIS•Sez•Obr•WD)                 |
|                                                  | Panny Marie (Hostěnice)                           | 1. ledna                                         | Hostěnice                                        | kaple                                            | Farnost Brozany nad Ohří                         | bohoslužby                                              | 50°26′1″ s. š., 14°8′56″ v. d.                   | —                                                |
|                                                  | Panny Marie (Poplze)                              | 1. ledna                                         | Poplze                                           | kaple                                            | Farnost Libochovice                              | bohoslužby                                              | 50°23′50″ s. š., 14°2′34″ v. d.                  | —                                                |
|                                                  | Panny Marie (Řepčice)                             | 1. ledna                                         | Řepčice                                          | kaple                                            | Farnost Třebušín                                 | bohoslužby                                              | 50°36′32″ s. š., 14°11′29″ v. d.                 | —                                                |
|                                                  | Panny Marie (Stračí)                              | 1. ledna                                         | Stračí                                           | kaple                                            | Farnost Štětí nad Labem                          |                                                         | 50°27′15″ s. š., 14°25′20″ v. d.                 | —                                                |
|                                                  | Panny Marie (Želechovice)                         | 1. ledna                                         | Želechovice                                      | kaple                                            | Farnost Čížkovice                                | bohoslužby                                              | 50°28′33″ s. š., 14°2′27″ v. d.                  | —                                                |
|                                                  | Panny Marie Bolestné (Vrbičany)                   | 15. září                                         | Vrbičany                                         | kaple (zámecká)                                  | Farnost Čížkovice                                |                                                         | 50°27′53″ s. š., 14°5′30″ v. d.                  | —                                                |
|                                                  | Panny Marie Pomocnice křesťanů (Čeřeniště)        | 24. května                                       | Čeřeniště                                        | filiální kostel                                  | Farnost Proboštov                                | bohoslužby                                              | 50°36′13″ s. š., 14°7′3″ v. d.                   | 105736 (Pk•MIS•Sez•Obr•WD)                       |
|                                                  | Panny Marie Pomocné (Náčkovice)                   | 24. května                                       | Náčkovice                                        | kaple (hřbitovní)                                | Farnost Mukařov u Úštěka                         | bohoslužby                                              | 50°38′49″ s. š., 14°18′5″ v. d.                  | 28574/5-2203 (Pk•MIS•Sez•Obr•WD)                 |
|                                                  | Povýšení sv. Kříže (Levín)                        | 14. září                                         | Levín                                            | farní kostel                                     | Farnost Levín                                    | bohoslužby                                              | 50°36′46″ s. š., 14°17′8″ v. d.                  | 37324/5-2111 (Pk•MIS•Sez•Obr•WD)                 |
|                                                  | Rozeslání sv. apoštolů (Rašovice)                 | 15. července                                     | Rašovice                                         | kaple                                            | Farnost Robeč                                    | bohoslužby                                              | 50°34′15″ s. š., 14°23′56″ v. d.                 | 50876/5-5899 (Pk•MIS•Sez•Obr•WD)                 |
|                                                  | sv. Anny (Jenčice)                                | 26. července                                     | Jenčice                                          | kaple                                            | Farnost Třebenice                                |                                                         | 50°29′16″ s. š., 14°0′3″ v. d.                   | —                                                |
|                                                  | sv. Anny (Nučničky)                               | 26. července                                     | Nučničky                                         | kaple                                            | Farnost Libotenice                               | bohoslužby                                              | 50°30′21″ s. š., 14°13′11″ v. d.                 | —                                                |
|                                                  | sv. Anny (Okna)                                   | 26. července                                     | Okna                                             | kaple                                            | Farnost Křešice u Litoměřic                      | bohoslužby                                              | 50°30′17″ s. š., 14°14′22″ v. d.                 | —                                                |
|                                                  | sv. Antonína Pad. (Koštice)                       | 13. června                                       | Koštice                                          | farní kostel                                     | Farnost Koštice nad Ohří                         | bohoslužby                                              | 50°24′10″ s. š., 13°56′28″ v. d.                 | 43271/5-1189 (Pk•MIS•Sez•Obr•WD)                 |
|                                                  | sv. Antonína Pad. (Milešov)                       | 13. června                                       | Milešov                                          | farní kostel                                     | Farnost Milešov                                  | bohoslužby                                              | 50°32′17″ s. š., 13°56′30″ v. d.                 | 39844/5-2185 (Pk•MIS•Sez•Obr•WD)                 |
|                                                  | sv. Antonína Pad. (Řetouň)                        | 13. června                                       | Řetouň                                           | kaple                                            | Farnost Proboštov                                | bohoslužby                                              | 50°37′3″ s. š., 14°10′29″ v. d.                  | —                                                |
|                                                  | sv. Antonína Pad. (Štětí)                         | 13. června                                       | Štětí                                            | kaple                                            | Farnost Štětí nad Labem                          | bohoslužby                                              | 50°27′16″ s. š., 14°22′43″ v. d.                 | —                                                |
|                                                  | sv. Antonína Pad. (Velešice)                      | 13. června                                       | Velešice                                         | kaple                                            | Farnost Hoštka                                   | bohoslužby                                              | 50°29′20″ s. š., 14°21′35″ v. d.                 | —                                                |
|                                                  | sv. Antonína Pad. (Vrutice)                       | 13. června                                       | Vrutice                                          | kaple                                            | Farnost Hrušovany u Litoměřic                    | bohoslužby                                              | 50°30′7″ s. š., 14°17′25″ v. d.                  | 102271 (Pk•MIS•Sez•Obr•WD)                       |
|                                                  | sv. Bartoloměje (Chodovlice)                      | 24. srpna                                        | Chodovlice                                       | kaple                                            | Farnost Třebenice                                | bohoslužby                                              | 50°27′48″ s. š., 13°59′36″ v. d.                 | —                                                |
|                                                  | sv. Bartoloměje (Lipá)                            | 24. srpna                                        | Lipá                                             | filiální kostel                                  | Farnost Sutom                                    | bohoslužby                                              | 50°30′44″ s. š., 13°55′29″ v. d.                 | 42695/5-2192 (Pk•MIS•Sez•Obr•WD)                 |
|                                                  | sv. Bartoloměje (Siřejovice)                      | 24. srpna                                        | Siřejovice                                       | filiální kostel                                  | Farnost Čížkovice                                | bohoslužby                                              | 50°28′39″ s. š., 14°4′14″ v. d.                  | 105124 (Pk•MIS•Sez•Obr•WD)                       |
|                                                  | sv. Floriána (Pohořany)                           | 4. května                                        | Pohořany                                         | kaple                                            | Farnost Žitenice                                 | bohoslužby                                              | 50°33′41″ s. š., 14°10′11″ v. d.                 | —                                                |
|                                                  | sv. Floriána (Radouň)                             | 4. května                                        | Radouň                                           | kaple                                            | Farnost Chcebuz                                  | bohoslužby                                              | 50°28′47″ s. š., 14°23′47″ v. d.                 | 43092/5-2247 (Pk•MIS•Sez•Obr•WD)                 |
|                                                  | sv. Floriána (Vrbice)                             | 4. května                                        | Vrbice                                           | kaple                                            | Farnost Vetlá                                    | bohoslužby                                              | 50°29′0″ s. š., 14°17′11″ v. d.                  | 42584/5-2445 (Pk•MIS•Sez•Obr•WD)                 |
|                                                  | sv. Františka z Assisi (Prosmyky)                 | 4. října                                         | Prosmyky                                         | kaple                                            | Farnost Litoměřice                               | bohoslužby                                              | 50°31′6″ s. š., 14°5′53″ v. d.                   | 28086/5-2236 (Pk•MIS•Sez•Obr•WD)                 |
|                                                  | sv. Františka Xaverského (Liběšice)               | 3. prosince                                      | Liběšice                                         | kaple                                            | Farnost Liběšice u Litoměřic                     | bohoslužby                                              | 50°34′6″ s. š., 14°17′46″ v. d.                  | 20340/5-2120 (Pk•MIS•Sez•Obr•WD)                 |
|                                                  | sv. Gotharda (Brozany nad Ohří)                   | 5. května                                        | Brozany nad Ohří                                 | farní kostel                                     | Farnost Brozany nad Ohří                         | bohoslužby                                              | 50°27′16″ s. š., 14°8′51″ v. d.                  | 31032/5-1942 (Pk•MIS•Sez•Obr•WD)                 |
|                                                  | sv. Havla (Bílý Kostelec)                         | 16. října                                        | Bílý Kostelec                                    | filiální kostel                                  | Farnost Konojedy                                 |                                                         | 50°38′10″ s. š., 14°20′14″ v. d.                 | 43105/5-2094 (Pk•MIS•Sez•Obr•WD)                 |
|                                                  | sv. Isidora (Libotenice)                          | 15. května                                       | Libotenice                                       | kaple                                            | Farnost Libotenice                               | bohoslužby                                              | 50°28′36″ s. š., 14°13′51″ v. d.                 | 18348/5-2152 (Pk•MIS•Sez•Obr•WD)                 |
|                                                  | sv. Jakuba apoštola (Čížkovice)                   | 25. července                                     | Čížkovice                                        | farní kostel                                     | Farnost Čížkovice                                | bohoslužby                                              | 50°29′4″ s. š., 14°1′41″ v. d.                   | 26600/5-1984 (Pk•MIS•Sez•Obr•WD)                 |
|                                                  | sv. Jakuba apoštola (Doubravice)                  | 25. července                                     | Doubravice                                       | kaple                                            | Farnost Homole u Panny                           | bohoslužby                                              | 50°37′46″ s. š., 14°12′36″ v. d.                 | —                                                |
|                                                  | sv. Jakuba Staršího (Litoměřice)                  | 25. července                                     | Litoměřice                                       | filiální kostel                                  | Farnost Litoměřice                               | bohoslužby                                              | 50°32′5″ s. š., 14°8′2″ v. d.                    | 47076/5-1802 (Pk•MIS•Sez•Obr•WD)                 |
|                                                  | sv. Jakuba (Sukorady)                             | 25. července                                     | Sukorady                                         | kaple                                            | Farnost Robeč                                    | bohoslužby                                              | 50°31′50″ s. š., 14°25′50″ v. d.                 | —                                                |
|                                                  | sv. Jakuba Staršího (Vetlá)                       | 25. července                                     | Vetlá                                            | farní kostel                                     | Farnost Vetlá                                    | bohoslužby                                              | 50°28′20″ s. š., 14°17′22″ v. d.                 | 43225/5-2451 (Pk•MIS•Sez•Obr•WD)                 |
|                                                  | sv. Jana Křtitele (Litoměřice)                    | 24. června                                       | Litoměřice                                       | kaple                                            | Farnost Litoměřice                               | bohoslužby                                              | 50°31′55″ s. š., 14°7′51″ v. d.                  | 36979/5-1755 (Pk•MIS•Sez•Obr•WD)                 |
|                                                  | sv. Jana Nepomuckého (Dřemčice)                   | 16. května                                       | Dřemčice                                         | kaple                                            | Farnost Třebívlice                               | zbořená                                                 | 50°28′32″ s. š., 13°54′43″ v. d.                 | —                                                |
|                                                  | sv. Jana Nepomuckého (Hrdly)                      | 16. května                                       | Hrdly                                            | kaple                                            | Farnost Dolánky                                  | bohoslužby                                              | 50°29′3″ s. š., 14°10′7″ v. d.                   | —                                                |
|                                                  | sv. Jana Nepomuckého (Chotiměř)                   | 16. května                                       | Chotiměř                                         | kaple                                            | Farnost Velemín                                  | bohoslužby                                              | 50°32′54″ s. š., 14°0′4″ v. d.                   | —                                                |
|                                                  | sv. Jana Nepomuckého (Chvalín)                    | 16. května                                       | Chvalín                                          | kaple                                            | Farnost Doksany                                  | bohoslužby                                              | 50°26′11″ s. š., 14°11′49″ v. d.                 | 14443/5-2074 (Pk•MIS•Sez•Obr•WD)                 |
|                                                  | sv. Jana Nepomuckého (Litochovice nad Labem)      | 16. května                                       | Litochovice nad Labem                            | kaple                                            | Farnost Prackovice nad Labem                     | bohoslužby                                              | 50°33′27″ s. š., 14°1′58″ v. d.                  | 37873/5-2153 (Pk•MIS•Sez•Obr•WD)                 |
|                                                  | sv. Jana Nepomuckého (Slatina)                    | 16. května                                       | Slatina                                          | filiální kostel                                  | Farnost Libochovice                              | bohoslužby                                              | 50°25′48″ s. š., 14°2′16″ v. d.                  | 43380/5-2296 (Pk•MIS•Sez•Obr•WD)                 |
|                                                  | sv. Jana Nepomuckého (Vchynice)                   | 16. května                                       | Vchynice                                         | kaple                                            | Farnost Lovosice                                 |                                                         | 50°30′37″ s. š., 14°1′11″ v. d.                  | 33013/5-2435 (Pk•MIS•Sez•Obr•WD)                 |
|                                                  | sv. Jana Nepomuckého (Vlastislav)                 | 16. května                                       | Vlastislav                                       | kaple                                            | Farnost Sutom                                    | bohoslužby                                              |                                                  | 43265/5-2440 (Pk•MIS•Sez•Obr•WD)                 |
|                                                  | sv. Jana Nepomuckého a P. Marie Bolestné (Brňany) | 16. května                                       | Brňany                                           | kaple                                            | Farnost Bohušovice nad Ohří                      | bohoslužby                                              | 50°28′51″ s. š., 14°8′38″ v. d.                  | —                                                |
|                                                  | sv. Jana a Pavla (Čakovice)                       | 26. června                                       | Čakovice                                         | kaple                                            | Farnost Hoštka                                   | bohoslužby                                              | 50°29′17″ s. š., 14°22′27″ v. d.                 | 42336/5-1979 (Pk•MIS•Sez•Obr•WD)                 |
|                                                  | sv. Jana a Pavla (Mastířovice)                    | 26. června                                       | Mastířovice                                      | kaple                                            | Farnost Vetlá                                    | bohoslužby                                              | 50°29′7″ s. š., 14°18′31″ v. d.                  | 27143/5-2447 (Pk•MIS•Sez•Obr•WD)                 |
|                                                  | sv. Jana a Pavla (Stračí)                         | 26. června                                       | Stračí                                           | kaple                                            | Farnost Štětí nad Labem                          | bohoslužby                                              | 50°26′59″ s. š., 14°24′4″ v. d.                  | —                                                |
|                                                  | sv. Jiljí (Dolánky)                               | 1. září                                          | Dolánky                                          | farní kostel                                     | Farnost Dolánky                                  | bohoslužby                                              | 50°28′20″ s. š., 14°9′46″ v. d.                  | 23658/5-2003 (Pk•MIS•Sez•Obr•WD)                 |
|                                                  | sv. Jiří (Malešov)                                | 24. dubna                                        | Malešov                                          | filiální kostel                                  | Farnost Hoštka                                   | bohoslužby                                              | 50°30′36″ s. š., 14°19′23″ v. d.                 | 31550/5-2168 (Pk•MIS•Sez•Obr•WD)                 |
|                                                  | sv. Josefa (Hradec)                               | 19. března                                       | Hradec                                           | kaple                                            | Farnost Levín                                    | bohoslužby                                              | 50°36′23″ s. š., 14°17′6″ v. d.                  | 42900/5-2115 (Pk•MIS•Sez•Obr•WD)                 |
|                                                  | sv. Josefa Kalasanského (Milešov)                 | 25. srpna                                        | Milešov                                          | kaple (zámecká)                                  | Farnost Milešov                                  | bohoslužby                                              | 50°32′25″ s. š., 13°56′11″ v. d.                 | 32118/5-2186 (Pk•MIS•Sez•Obr•WD)                 |
|                                                  | sv. Kateřiny (Libotenice)                         | 25. listopadu                                    | Libotenice                                       | farní kostel                                     | Farnost Libotenice                               | bohoslužby                                              | 50°29′3″ s. š., 14°13′59″ v. d.                  | 20236/5-2151 (Pk•MIS•Sez•Obr•WD)                 |
|                                                  | sv. Kateřiny (Medvědice)                          | 25. listopadu                                    | Medvědice                                        | filiální kostel                                  | Farnost Milešov                                  | bohoslužby                                              | 50°31′1″ s. š., 13°55′33″ v. d.                  | 43648/5-2178 (Pk•MIS•Sez•Obr•WD)                 |
|                                                  | sv. Kiliána (Jištěrpy)                            | 8. července                                      | Jištěrpy                                         | kaple                                            | Farnost Hrušovany u Litoměřic                    | bohoslužby                                              | 50°32′18″ s. š., 14°17′18″ v. d.                 | 15767/5-2070 (Pk•MIS•Sez•Obr•WD)                 |
|                                                  | sv. Kříže (Libochovice)                           | 14. září                                         | Libochovice                                      | kaple (dom.důch.)                                | Farnost Libochovice                              | bohoslužby                                              | 50°24′10″ s. š., 14°2′4″ v. d.                   | —                                                |
|                                                  | sv. Kříže (Litoměřice)                            | 14. září                                         | Litoměřice                                       | kaple (býv.špitální)                             | Farnost Litoměřice                               |                                                         | 50°32′4″ s. š., 14°8′9″ v. d.                    | 14425/5-1808 (Pk•MIS•Sez•Obr•WD)                 |
|                                                  | sv. Ludmily (Litoměřice)                          | 16. září                                         | Litoměřice                                       | filiální kostel                                  | Farnost Litoměřice                               | bohoslužby                                              | 50°31′59″ s. š., 14°8′11″ v. d.                  | 19267/5-1798 (Pk•MIS•Sez•Obr•WD)                 |
|                                                  | sv. Martina (Mlékojedy)                           | 11. listopadu                                    | Mlékojedy                                        | filiální kostel                                  | Farnost Litoměřice                               | bohoslužby                                              | 50°31′38″ s. š., 14°7′12″ v. d.                  | 34187/5-2179 (Pk•MIS•Sez•Obr•WD)                 |
|                                                  | sv. Martina (Robeč)                               | 11. listopadu                                    | Robeč                                            | farní kostel                                     | Farnost Robeč                                    | bohoslužby                                              | 50°32′34″ s. š., 14°25′17″ v. d.                 | 43188/5-2262 (Pk•MIS•Sez•Obr•WD)                 |
|                                                  | sv. Martina (Solany)                              | 11. listopadu                                    | Solany                                           | filiální kostel                                  | Farnost Třebívlice                               | bohoslužby                                              | 50°27′10″ s. š., 13°55′8″ v. d.                  | 43456/5-2309 (Pk•MIS•Sez•Obr•WD)                 |
|                                                  | sv. Martina (Velemín)                             | 11. listopadu                                    | Velemín                                          | farní kostel                                     | Farnost Velemín                                  | bohoslužby                                              | 50°32′15″ s. š., 13°58′42″ v. d.                 | 42676/5-2424 (Pk•MIS•Sez•Obr•WD)                 |
|                                                  | sv. Máří Magdalény (Tašov)                        | 22. července                                     | Tašov                                            | kaple                                            | Farnost Proboštov                                | bohoslužby                                              | 50°36′37″ s. š., 14°8′32″ v. d.                  | 11207/5-5743 (Pk•MIS•Sez•Obr•WD)                 |
|                                                  | sv. Matouše (Křešice)                             | 21. září                                         | Křešice                                          | farní kostel                                     | Farnost Křešice u Litoměřic                      | bohoslužby                                              | 50°31′19″ s. š., 14°13′1″ v. d.                  | 28173/5-2104 (Pk•MIS•Sez•Obr•WD)                 |
|                                                  | sv. Matouše (Prackovice nad Labem)                | 21. září                                         | Prackovice nad Labem                             | farní kostel                                     | Farnost Prackovice nad Labem                     | bohoslužby                                              | 50°34′7″ s. š., 14°2′3″ v. d.                    | 14250/5-2235 (Pk•MIS•Sez•Obr•WD)                 |
|                                                  | sv. Mikuláše (Lounky)                             | 6. prosince                                      | Lounky                                           | filiální kostel (hřbitovní)                      | Farnost Vetlá                                    | bohoslužby                                              | 50°28′43″ s. š., 14°14′23″ v. d.                 | 31517/5-2165 (Pk•MIS•Sez•Obr•WD)                 |
|                                                  | sv. Mikuláše (Třebušín)                           | 6. prosince                                      | Třebušín                                         | farní kostel                                     | Farnost Třebušín                                 | bohoslužby                                              | 50°36′2″ s. š., 14°12′16″ v. d.                  | 42324/5-2388 (Pk•MIS•Sez•Obr•WD)                 |
|                                                  | sv. Mikuláše (Velké Žernoseky)                    | 6. prosince                                      | Velké Žernoseky                                  | filiální kostel                                  | Farnost Libochovany                              | bohoslužby                                              | 50°32′23″ s. š., 14°3′50″ v. d.                  | 43591/5-2428 (Pk•MIS•Sez•Obr•WD)                 |
|                                                  | sv. Otmara (Hoštka)                               | 1. listopadu                                     | Hoštka                                           | farní kostel                                     | Farnost Hoštka                                   | bohoslužby                                              | 50°29′18″ s. š., 14°20′12″ v. d.                 | 23005/5-2041 (Pk•MIS•Sez•Obr•WD)                 |
|                                                  | sv. Petra a Pavla (Doksany)                       | 29. června                                       | Doksany                                          | filiální kostel (hřbitovní)                      | Farnost Doksany                                  | bohoslužby                                              | 50°27′37″ s. š., 14°9′41″ v. d.                  | 31138/5-1995 (Pk•MIS•Sez•Obr•WD)                 |
|                                                  | sv. Petra a Pavla (Dubany)                        | 29. června                                       | Dubany                                           | filiální kostel                                  | Farnost Libochovice                              | bohoslužby                                              | 50°23′52″ s. š., 14°0′47″ v. d.                  | 15889/5-2017 (Pk•MIS•Sez•Obr•WD)                 |
|                                                  | sv. Petra a Pavla (Chcebuz)                       | 29. června                                       | Chcebuz                                          | farní kostel                                     | Farnost Chcebuz                                  | bohoslužby                                              | 50°29′1″ s. š., 14°25′28″ v. d.                  | 43517/5-2048 (Pk•MIS•Sez•Obr•WD)                 |
|                                                  | sv. Petra a Pavla (Soběnice)                      | 29. června                                       | Soběnice                                         | filiální kostel                                  | Farnost Býčkovice                                | bohoslužby                                              | 50°34′12″ s. š., 14°14′38″ v. d.                 | 42795/5-2306 (Pk•MIS•Sez•Obr•WD)                 |
|                                                  | sv. Petra a Pavla (Sutom)                         | 29. června                                       | Sutom                                            | farní kostel                                     | Farnost Sutom                                    | bohoslužby                                              | 50°30′13″ s. š., 13°58′30″ v. d.                 | 11567/5-2442 (Pk•MIS•Sez•Obr•WD)                 |
|                                                  | sv. Petra a Pavla (Úštěk)                         | 29. června                                       | Úštěk                                            | farní kostel                                     | Farnost Úštěk                                    | bohoslužby                                              | 50°35′5″ s. š., 14°20′37″ v. d.                  | 43445/5-1901 (Pk•MIS•Sez•Obr•WD)                 |
|                                                  | sv. Petra a Pavla (Žitenice)                      | 29. června                                       | Žitenice                                         | farní kostel                                     | Farnost Žitenice                                 | bohoslužby                                              | 50°33′18″ s. š., 14°9′23″ v. d.                  | 43665/5-2473 (Pk•MIS•Sez•Obr•WD)                 |
|                                                  | sv. Pia V. (Homole u Panny)                       | 30. dubna                                        | Homole u Panny                                   | farní kostel                                     | Farnost Homole u Panny                           | bohoslužby                                              | 50°37′43″ s. š., 14°11′9″ v. d.                  | 10222/5-5599 (Pk•MIS•Sez•Obr•WD)                 |
|                                                  | sv. Prokopa (Brocno)                              | 4. července                                      | Brocno                                           | kaple                                            | Farnost Chcebuz                                  | bohoslužby                                              | 50°28′35″ s. š., 14°26′36″ v. d.                 | —                                                |
|                                                  | sv. Prokopa (Černěves)                            | 4. července                                      | Černěves                                         | filiální kostel                                  | Farnost Vetlá                                    | bohoslužby                                              | 50°27′9″ s. š., 14°14′33″ v. d.                  | 30535/5-1982 (Pk•MIS•Sez•Obr•WD)                 |
|                                                  | sv. Prokopa (Chotiněves)                          | 4. července                                      | Chotiněves                                       | kaple                                            | Farnost Liběšice u Litoměřic                     |                                                         | 50°33′7″ s. š., 14°16′48″ v. d.                  | 22341/5-2066 (Pk•MIS•Sez•Obr•WD)                 |
|                                                  | sv. Prokopa (Lukavec)                             | 4. července                                      | Lukavec                                          | kaple                                            | Farnost Lovosice                                 | bohoslužby                                              | 50°30′4″ s. š., 14°5′13″ v. d.                   | —                                                |
|                                                  | sv. Prokopa (Skalice)                             | 4. července                                      | Skalice                                          | kaple                                            | Farnost Třebívlice                               | bohoslužby                                              | 50°29′49″ s. š., 13°53′18″ v. d.                 | —                                                |
|                                                  | sv. Prokopa (Staňkovice)                          | 4. července                                      | Staňkovice                                       | kaple                                            | Farnost Třebušín                                 | bohoslužby                                              | 50°35′22″ s. š., 14°10′ v. d.                    | 50921/5-5889 (Pk•MIS•Sez•Obr•WD)                 |
|                                                  | sv. Prokopa (Střížovice)                          | 4. července                                      | Střížovice                                       | kaple                                            | Farnost Robeč                                    | bohoslužby                                              | 50°31′2″ s. š., 14°23′4″ v. d.                   | 43223/5-2303 (Pk•MIS•Sez•Obr•WD)                 |
|                                                  | sv. Prokopa a Mikuláše (Bohušovice nad Ohří)      | 4. července                                      | Bohušovice nad Ohří                              | farní kostel                                     | Farnost Bohušovice nad Ohří                      | bohoslužby                                              | 50°29′39″ s. š., 14°9′2″ v. d.                   | 21405/5-1925 (Pk•MIS•Sez•Obr•WD)                 |
|                                                  | sv. Šimona a Judy (Štětí)                         | 28. října                                        | Štětí                                            | farní kostel                                     | Farnost Štětí nad Labem                          | bohoslužby                                              | 50°27′10″ s. š., 14°22′23″ v. d.                 | 42812/5-2329 (Pk•MIS•Sez•Obr•WD)                 |
|                                                  | sv. Štěpána (Litoměřice)                          | 26. prosince                                     | Litoměřice                                       | katedrála                                        | Farnost Litoměřice                               | bohoslužby                                              | 50°31′56″ s. š., 14°7′42″ v. d.                  | 35625/5-1754 (Pk•MIS•Sez•Obr•WD)                 |
|                                                  | sv. Štěpána (Litoměřice)                          | 26. prosince                                     | Litoměřice                                       | kaple (hospic)                                   | Farnost Litoměřice                               | bohoslužby                                              | 50°31′57″ s. š., 14°7′33″ v. d.                  | —                                                |
|                                                  | sv. Václava (Dlažkovice)                          | 28. září                                         | Dlažkovice                                       | farní kostel                                     | Farnost Dlažkovice                               | bohoslužby                                              | 50°27′59″ s. š., 13°57′58″ v. d.                 | 35324/5-1988 (Pk•MIS•Sez•Obr•WD)                 |
|                                                  | sv. Václava (Keblice)                             | 28. září                                         | Keblice                                          | kaple                                            | Farnost Čížkovice                                | bohoslužby                                              | 50°28′50″ s. š., 14°6′9″ v. d.                   | —                                                |
|                                                  | sv. Václava (Křesín)                              | 28. září                                         | Křesín                                           | farní kostel                                     | Farnost Křesín                                   | bohoslužby                                              | 50°23′28″ s. š., 13°58′50″ v. d.                 | 17623/5-2101 (Pk•MIS•Sez•Obr•WD)                 |
|                                                  | sv. Václava (Lovosice)                            | 28. září                                         | Lovosice                                         | farní kostel                                     | Farnost Lovosice                                 | bohoslužby                                              | 50°30′49″ s. š., 14°3′14″ v. d.                  | 34760/5-2159 (Pk•MIS•Sez•Obr•WD)                 |
|                                                  | sv. Václava (Oleško)                              | 28. září                                         | Oleško                                           | kaple                                            | Farnost Libotenice                               | bohoslužby                                              | 50°28′49″ s. š., 14°11′51″ v. d.                 | —                                                |
|                                                  | sv. Václava (Ploskovice)                          | 28. září                                         | Ploskovice                                       | kaple (zámecká)                                  | Farnost Býčkovice                                | bohoslužby Archivováno 24. 10. 2014 na Wayback Machine. |                                                  | 26694/5-2215 (Pk•MIS•Sez•Obr•WD)                 |
|                                                  | sv. Václava (Prachová)                            | 28. září                                         | Prachová                                         | kaple                                            | Farnost Hrušovany u Litoměřic                    | bohoslužby                                              | 50°31′36″ s. š., 14°16′15″ v. d.                 | 21306/5-2233 (Pk•MIS•Sez•Obr•WD)                 |
|                                                  | sv. Václava (Sedlec)                              | 28. září                                         | Sedlec                                           | kaple                                            | Farnost Zahořany u Křešic                        | bohoslužby                                              | 50°32′30″ s. š., 14°14′4″ v. d.                  | —                                                |
|                                                  | sv. Václava (Strážiště)                           | 28. září                                         | Strážiště                                        | farní kostel                                     | Farnost Strážiště                                | bohoslužby                                              | 50°32′18″ s. š., 14°20′8″ v. d.                  | —                                                |
|                                                  | sv. Václava (Třebívlice)                          | 28. září                                         | Třebívlice                                       | farní kostel                                     | Farnost Třebívlice                               | bohoslužby                                              | 50°27′26″ s. š., 13°53′54″ v. d.                 | 43491/5-2380 (Pk•MIS•Sez•Obr•WD)                 |
|                                                  | sv. Václava (Želevice)                            | 28. září                                         | Želevice                                         | kaple                                            | Farnost Koštice nad Ohří                         | bohoslužby                                              | 50°23′45″ s. š., 13°57′5″ v. d.                  | —                                                |
|                                                  | sv. Václava a Martina (Svařenice)                 | 28. září                                         | Svařenice                                        | kaple                                            | Farnost Hrušovany u Litoměřic                    | bohoslužby                                              | 50°30′ s. š., 14°18′0″ v. d.                     | 42320/5-2326 (Pk•MIS•Sez•Obr•WD)                 |
|                                                  | sv. Vavřince (Libochovice)                        | 10. srpna                                        | Libochovice                                      | kaple (hřbitovní)                                | Farnost Libochovice                              | bohoslužby                                              | 50°24′32″ s. š., 14°2′10″ v. d.                  | 18877/5-2138 (Pk•MIS•Sez•Obr•WD)                 |
|                                                  | sv. Vavřince (Litoměřice)                         | 10. srpna                                        | Litoměřice                                       | kaple (biskup.res.)                              | Farnost Litoměřice                               | bohoslužby                                              | 50°31′54″ s. š., 14°7′45″ v. d.                  | 41208/5-1751 (Pk•MIS•Sez•Obr•WD)                 |
|                                                  | sv. Vojtěcha (Litoměřice)                         | 23. dubna                                        | Litoměřice                                       | filiální kostel                                  | Farnost Litoměřice                               | bohoslužby                                              | 50°32′11″ s. š., 14°7′39″ v. d.                  | 15350/5-1830 (Pk•MIS•Sez•Obr•WD)                 |
|                                                  | sv. Vojtěcha (Počaply)                            | 23. dubna                                        | Počaply                                          | farní kostel                                     | Farnost Počaply u Terezína                       | bohoslužby                                              | 50°31′21″ s. š., 14°11′56″ v. d.                 | 43610/5-2222 (Pk•MIS•Sez•Obr•WD)                 |
|                                                  | sv. Zdislavy (Litoměřice)                         | 30. května                                       | Litoměřice                                       | kaple (charit.dom.)                              | Farnost Litoměřice                               | bohoslužby                                              | 50°32′5″ s. š., 14°8′2″ v. d.                    | —                                                |
|                                                  | Všech svatých (Černiv)                            | 1. listopadu                                     | Černiv                                           | kaple                                            | Farnost Chotěšov                                 | bohoslužby                                              | 50°26′41″ s. š., 14°3′33″ v. d.                  | —                                                |
|                                                  | Všech svatých (Libochovice)                       | 1. listopadu                                     | Libochovice                                      | farní kostel                                     | Farnost Libochovice                              | bohoslužby                                              | 50°24′18″ s. š., 14°2′32″ v. d.                  | 25918/5-2137 (Pk•MIS•Sez•Obr•WD)                 |
|                                                  | Všech svatých (Litoměřice)                        | 1. listopadu                                     | Litoměřice                                       | farní kostel                                     | Farnost Litoměřice                               | bohoslužby                                              | 50°32′ s. š., 14°8′ v. d.                        | 21077/5-1748 (Pk•MIS•Sez•Obr•WD)                 |
|                                                  | Všech svatých (Rohatce)                           | 1. listopadu                                     | Rohatce                                          | kaple                                            | Farnost Libotenice                               | bohoslužby                                              | 50°27′36″ s. š., 14°12′10″ v. d.                 | 19373/5-2266 (Pk•MIS•Sez•Obr•WD)                 |
|                                                  | Vzkříšení Páně (Terezín)                          | Velikonoční neděle                               | Terezín                                          | farní kostel                                     | Farnost Terezín                                  | bohoslužby                                              | 50°30′40″ s. š., 14°9′4″ v. d.                   | 42735/5-2345 (Pk•MIS•Sez•Obr•WD)                 |
|                                                  | Zvěstování Panny Marie (Litoměřice)               | 25. března                                       | Litoměřice                                       | kostel                                           | Farnost Litoměřice                               |                                                         | 50°31′57″ s. š., 14°8′1″ v. d.                   | 32845/5-1749 (Pk•MIS•Sez•Obr•WD)                 |
|                                                  | Kaple (Bílinka)                                   | zasvěcení neznámé                                | Bílinka                                          | kaple                                            | Farnost Velemín                                  |                                                         | 50°31′16″ s. š., 14°0′9″ v. d.                   | —                                                |
|                                                  | Kaple (Bláhov)                                    | zasvěcení neznámé                                | Bláhov                                           | kaple                                            | Farnost Homole u Panny                           |                                                         | 50°38′ s. š., 14°12′7″ v. d.                     | —                                                |
|                                                  | Kaple (Boreč)                                     | zasvěcení neznámé                                | Boreč                                            | kaple                                            | Farnost Sutom                                    |                                                         | 50°30′32″ s. š., 13°59′20″ v. d.                 | —                                                |
|                                                  | Kaple (Brzánky)                                   | zasvěcení neznámé                                | Brzánky                                          | kaple                                            | Farnost Vetlá                                    |                                                         |                                                  | —                                                |
|                                                  | Kaple (Březno)                                    | zasvěcení neznámé                                | Březno                                           | kaple                                            | Farnost Velemín                                  |                                                         | 50°31′28″ s. š., 13°58′33″ v. d.                 | 19279/5-1952 (Pk•MIS•Sez•Obr•WD)                 |
|                                                  | Kaple (Děkovka)                                   | zasvěcení neznámé                                | Děkovka                                          | kaple                                            | Farnost Dlažkovice                               |                                                         | 50°29′26″ s. š., 13°55′45″ v. d.                 | 26317/5-2013 (Pk•MIS•Sez•Obr•WD)                 |
|                                                  | Kaple (Dobkovičky)                                | zasvěcení neznámé                                | Dobkovičky                                       | kaple                                            | Farnost Velemín                                  |                                                         | 50°33′26″ s. š., 14°0′25″ v. d.                  | —                                                |
|                                                  | Kaple (Dolní Řepčice)                             | zasvěcení neznámé                                | Dolní Řepčice                                    | kaple                                            | Farnost Býčkovice                                |                                                         | 50°33′23″ s. š., 14°14′10″ v. d.                 | —                                                |
|                                                  | Kaple (Dolní Šebířov)                             | zasvěcení neznámé                                | Dolní Šebířov                                    | kaple                                            | Farnost Touchořiny                               |                                                         | 50°38′10″ s. š., 14°15′30″ v. d.                 | —                                                |
|                                                  | Kaple (Evaň)                                      | zasvěcení neznámé                                | Evaň                                             | kaple                                            | Farnost Libochovice                              |                                                         | 50°23′4″ s. š., 14°1′44″ v. d.                   | 19779/5-2026 (Pk•MIS•Sez•Obr•WD)                 |
|                                                  | Kaple (Horní Řepčice)                             | zasvěcení neznámé                                | Horní Řepčice                                    | kaple                                            | Farnost Býčkovice                                |                                                         | 50°33′24″ s. š., 14°15′7″ v. d.                  | —                                                |
|                                                  | Kaple (Hrušovka)                                  | zasvěcení neznámé                                | Hrušovka                                         | kaple                                            | Farnost Velemín                                  |                                                         | 50°33′17″ s. š., 13°59′10″ v. d.                 | —                                                |
|                                                  | Kaple (Chcebuz)                                   | zasvěcení neznámé                                | Chcebuz                                          | kaple (hřbitovní)                                | Farnost Chcebuz                                  |                                                         | 50°29′11″ s. š., 14°25′31″ v. d.                 | —                                                |
|                                                  | Kaple (Chrášťany)                                 | zasvěcení neznámé                                | Chrášťany                                        | kaple                                            | Farnost Dlažkovice                               |                                                         | 50°28′38″ s. š., 13°55′36″ v. d.                 | 14611/5-2014 (Pk•MIS•Sez•Obr•WD)                 |
|                                                  | Kaple (Kocourov)                                  | zasvěcení neznámé                                | Kocourov                                         | kaple                                            | Farnost Milešov                                  |                                                         | 50°31′28″ s. š., 13°56′30″ v. d.                 | —                                                |
|                                                  | Kaple (Kololeč)                                   | zasvěcení neznámé                                | Kololeč                                          | kaple                                            | Farnost Třebenice                                |                                                         | 50°28′42″ s. š., 13°58′31″ v. d.                 | —                                                |
|                                                  | Kaple (Kotelice)                                  | zasvěcení neznámé                                | Kotelice                                         | kaple                                            | Farnost Třebušín                                 |                                                         |                                                  | —                                                |
|                                                  | Kaple (Kyškovice)                                 | zasvěcení neznámé                                | Kyškovice                                        | kaple                                            | Farnost Vetlá                                    |                                                         |                                                  | —                                                |
|                                                  | Kaple (Lbín)                                      | zasvěcení neznámé                                | Lbín                                             | kaple                                            | Farnost Žitenice                                 |                                                         |                                                  | —                                                |
|                                                  | Kaple (Levínské Petrovice)                        | zasvěcení neznámé                                | Levínské Petrovice                               | kaple                                            | Farnost Levín                                    |                                                         | 50°37′51″ s. š., 14°17′18″ v. d.                 | 37544/5-2157 (Pk•MIS•Sez•Obr•WD)                 |
|                                                  | Kaple (Lhotka nad Labem)                          | zasvěcení neznámé                                | Lhotka nad Labem                                 | kaple                                            | Farnost Lovosice                                 |                                                         | 50°31′31″ s. š., 14°2′53″ v. d.                  | —                                                |
|                                                  | Kaple (Libínky)                                   | zasvěcení neznámé                                | Libínky                                          | kaple                                            | Farnost Hrušovany u Litoměřic                    |                                                         | 50°31′45″ s. š., 14°17′7″ v. d.                  | 33658/5-2126 (Pk•MIS•Sez•Obr•WD)                 |
|                                                  | Kaple (Lkáň)                                      | zasvěcení neznámé                                | Lkáň                                             | kaple                                            | Farnost Klapý                                    |                                                         | 50°26′34″ s. š., 13°58′16″ v. d.                 | 36482/5-2155 (Pk•MIS•Sez•Obr•WD)                 |
|                                                  | Kaple (Lomy)                                      | zasvěcení neznámé                                | Lomy                                             | kaple                                            | Farnost Robeč                                    |                                                         | 50°30′34″ s. š., 14°24′54″ v. d.                 | —                                                |
|                                                  | Kaple (Lounky)                                    | zasvěcení neznámé                                | Lounky                                           | kaple                                            | Farnost Vetlá                                    |                                                         | 50°28′36″ s. š., 14°14′22″ v. d.                 | —                                                |
|                                                  | Kaple (Lovosice)                                  | zasvěcení neznámé                                | Lovosice                                         | kaple                                            | Farnost Lovosice                                 |                                                         |                                                  | —                                                |
|                                                  | Kaple (Malé Žernoseky)                            | zasvěcení neznámé                                | Malé Žernoseky                                   | kaple                                            | Farnost Lovosice                                 |                                                         | 50°32′7″ s. š., 14°3′23″ v. d.                   | —                                                |
|                                                  | Kaple (Mrsklesy)                                  | zasvěcení neznámé                                | Mrsklesy                                         | kaple                                            | Farnost Sutom                                    |                                                         | 50°30′24″ s. š., 13°55′29″ v. d.                 | —                                                |
|                                                  | Kaple (Páleč)                                     | zasvěcení neznámé                                | Páleč                                            | kaple                                            | Farnost Milešov                                  |                                                         |                                                  | —                                                |
|                                                  | Kaple (Podsedice)                                 | zasvěcení neznámé                                | Podsedice                                        | kaple                                            | Farnost Dlažkovice                               |                                                         | 50°28′19″ s. š., 13°56′52″ v. d.                 | —                                                |
|                                                  | Kaple (Podviní)                                   | zasvěcení neznámé                                | Podviní                                          | kaple                                            | Farnost Žitenice                                 |                                                         | 50°32′54″ s. š., 14°10′34″ v. d.                 | —                                                |
|                                                  | Kaple (Pokratice)                                 | zasvěcení neznámé                                | Pokratice                                        | kaple                                            | Farnost Litoměřice                               |                                                         | 50°32′54″ s. š., 14°7′35″ v. d.                  | 21383/5-1919 (Pk•MIS•Sez•Obr•WD)                 |
|                                                  | Kaple (Radostice)                                 | zasvěcení neznámé                                | Radostice                                        | kaple                                            | Farnost Lovosice                                 |                                                         | 50°30′29″ s. š., 14°0′46″ v. d.                  | —                                                |
|                                                  | Kaple (Radovesice)                                | zasvěcení neznámé                                | Radovesice                                       | kaple                                            | Farnost Libochovice                              |                                                         |                                                  | —                                                |
|                                                  | Kaple (Režný Újezd)                               | zasvěcení neznámé                                | Režný Újezd                                      | kaple                                            | Farnost Velemín                                  |                                                         | 50°31′6″ s. š., 13°59′39″ v. d.                  | —                                                |
|                                                  | Kaple (Rochov)                                    | zasvěcení neznámé                                | Rochov                                           | kaple                                            | Farnost Brozany nad Ohří                         |                                                         | 50°27′33″ s. š., 14°7′2″ v. d.                   | —                                                |
|                                                  | Kaple (Rochov)                                    | zasvěcení neznámé                                | Rochov                                           | kaple                                            | Farnost Strážiště                                |                                                         | 50°32′53″ s. š., 14°20′29″ v. d.                 | 42769/5-2364 (Pk•MIS•Sez•Obr•WD)                 |
|                                                  | Kaple (Solany)                                    | zasvěcení neznámé                                | Solany                                           | kaple                                            | Farnost Třebívlice                               |                                                         |                                                  | —                                                |
|                                                  | Kaple (Starý Týn)                                 | zasvěcení neznámé                                | Starý Týn                                        | kaple                                            | Farnost Úštěk                                    |                                                         |                                                  | —                                                |
|                                                  | Kaple hraběcí (Stračí)                            | zasvěcení neznámé                                | Stračí                                           | kaple                                            | Farnost Štětí nad Labem                          |                                                         | 50°26′58″ s. š., 14°25′27″ v. d.                 | —                                                |
|                                                  | Kaple (Strachaly)                                 | zasvěcení neznámé                                | Strachaly                                        | kaple                                            | Farnost Robeč                                    |                                                         | 50°30′48″ s. š., 14°25′30″ v. d.                 | 42310/5-2316 (Pk•MIS•Sez•Obr•WD)                 |
|                                                  | Kaple (Šepetely)                                  | zasvěcení neznámé                                | Šepetely                                         | kaple                                            | Farnost Třebívlice                               |                                                         |                                                  | —                                                |
|                                                  | Kaple (Trnobrany)                                 | zasvěcení neznámé                                | Trnobrany                                        | kaple                                            | Farnost Liběšice u Litoměřic                     |                                                         | 50°34′48″ s. š., 14°17′21″ v. d.                 | —                                                |
|                                                  | Kaple (Trnová)                                    | zasvěcení neznámé                                | Trnová                                           | kaple                                            | Farnost Hrušovany u Litoměřic                    |                                                         | 50°31′42″ s. š., 14°16′48″ v. d.                 | —                                                |
|                                                  | Kaple farní (Třebenice)                           |                                                  | Třebenice                                        | kaple                                            | Farnost Třebenice                                | bohoslužby                                              | 50°28′37″ s. š., 13°59′23″ v. d.                 | —                                                |
|                                                  | Kaple (Třebutičky)                                | zasvěcení neznámé                                | Třebutičky                                       | kaple                                            | Farnost Hrušovany u Litoměřic                    |                                                         | 50°32′26″ s. š., 14°15′22″ v. d.                 | —                                                |
|                                                  | Kaple (Velké Žernoseky)                           | zasvěcení neznámé                                | Velké Žernoseky                                  | kaple                                            | Farnost Libochovany                              |                                                         | 50°32′11″ s. š., 14°3′57″ v. d.                  | —                                                |
|                                                  | Kaple (Vědlice)                                   | zasvěcení neznámé                                | Vědlice                                          | kaple                                            | Farnost Strážiště                                |                                                         | 50°31′35″ s. š., 14°20′33″ v. d.                 | —                                                |
|                                                  | Kaple (Zbožná)                                    | zasvěcení neznámé                                | Zbožná                                           | kaple                                            | Farnost Velemín                                  |                                                         | 50°33′26″ s. š., 13°58′24″ v. d.                 | —                                                |

## Farní obvody v litoměřickém vikariátu
Farnosti jsou z důvodu efektivity duchovní správy spojeny do farních obvodů (kolatur). Některé farnosti mohou mít správce dva. Jednoho, který má na starosti materiální záležitosti (in materialibus); a druhého, který vykonává duchovní službu (in spiritualibus). Upřesňující údaje v kolonce správce se vztahují k obsazené farnosti. Farnosti mají osoby pověřené různými funkcemi uvedené na svých stránkách či v diecézním katalogu.
| Farnosti                                                                  | Farnosti | Farnosti                                                                                                  | Farnosti                                                                                    |
| Farnost obsazená duchovním                                                | Farnost spravovaná excurrendo                                                                                            | Správce                                                                                                   | Web a facebook farní kolatury                                                               |
| ------------------------------------------------------------------------- | --- | --- | ------------------------------------------------------------------------------------------- |
|                                                                           | Dlažkovice | R.D. Michael-Philipp Irmer in spiritualibus Ing. Luděk Záhejský, in materialibus                          | Web farnosti Mariánské Radčice                                                              |
| Doksany                                                                   | Bohušovice nad Ohří • Brozany nad Ohří • Dolánky                                                                         | P. Mgr. Quirín Ján Barník O.Praem., administrátor                                                         | Web farnosti Doksany                                                                        |
| Terezín                                                                   | Libotenice | P. Mgr. Wolfgang Karel Horák, O.Praem., administrátor                                                     | Web farnosti Terezín                                                                        |
| Křešice u Litoměřic                                                       | Býčkovice • Konojedy • Křešice • Levín • Liběšice u Litoměřic • Mukařov u Úštěka • Strážiště • Úštěk • Záhořany u Křešic | R.D. Mgr. Jaroslav Stříž, farář R.D. Mgr. Libor Švorčík, farní vikář                                      |                                                                                             |
| Libochovice                                                               | Čížkovice • Chotěšov • Klapý • Koštice nad Ohří • Křesín • Sutom • Třebenice • Třebívlice                                | R.D. Mgr. Wojciech Szostek, děkan                                                                         |                                                                                             |
| Litoměřice – děkanství                                                    | Libochovany • Milešov • Počáply u Terezína • Prackovice nad Labem • Velemín                                              | J.M. can. ICLic. Józef Szeliga, děkan                                                                     | Web farnosti – děkanství u Všech sv. Litoměřice farnosti – děkanství u Všech sv. Litoměřice |
| Litoměřice – katedrála                                                    | | Prelát J.M. can. Mgr. Jiří Hladík, O.Cr., farář R.D. Doc. JUDr. Miroslav Černý, Ph.D., JU.D., farní vikář | Web dómské farnosti Litoměřice                                                              |
| Lovosice                                                                  | | P. Mgr. Ing. Ladislav Nádvorník SDB, farář                                                                |                                                                                             |
| Štětí nad Labem                                                           | Horní Vidim • Hoštka • Hrušovany u Litoměřic • Chcebuz • Liběchov • Robeč • Vetlá                                        | P. Mgr. Anselm Pavel Kříž, O.Praem., administrátor                                                        | Web farnosti Štětí nad Labem farnosti Štětí nad Labem                                       |
| Žitenice                                                                  | Homole u Panny • Proboštov • Touchořiny • Třebušín                                                                       | Prelát J.M. can. Mgr. Karel Havelka, farář                                                                |                                                                                             |
| Řehole                                                                    | | |                                                                                             |
| Klášter sester premonstrátek v Doksanech                                  | založeno v roce 1144, duchovní správa Doksany                                                                            | P. Mgr. Quirín Ján Barník O.Praem.                                                                        | Web Klášter sester premonstrátek Klášter sester premonstrátek                               |
| Další instituce zřízené litoměřickým biskupstvím v litoměřickém vikariátě | | |                                                                                             |
| Katedrální kapitula v Litoměřicích                                        | založeno v roce 1057 | Prelát J.M. can. Mgr. Jiří Hladík O.Cr.                                                                   | Web Katedrální kapitula sv. Štěpána                                                         |
| Diecézní dům kardinála Trochty                                            | Biskupský pivovar, provozovatel Pankratius, s.r.o.                                                                       | Lubomír Kysilka Archivováno 30. 6. 2020 na Wayback Machine., jednatel                                     | Web Biskupský pivovar Litoměřice Biskupský pivovar Litoměřice                               |
| Diecézní dům kardinála Trochty                                            | Hostel U Svatého Štěpána, provozovatel In Principio s.r.o.                                                               | Richard Kirbs, jednatel                                                                                   | Web Hostel U Sv. Štěpána, Litoměřice Hostel U Sv. Štěpána, Litoměřice                       |
| Charita Česká republika                                                   | | |                                                                                             |
| Diecézní charita Litoměřice                                               | duchovní správa Litoměřice                                                                                               | Mgr. Karolína Wankovská, DiS., ředitelka                                                                  | Web Diecézní charita Litoměřice Diecézní charita Litoměřice                                 |
| Charita Litoměřice                                                        | duchovní správa Litoměřice                                                                                               | Mgr. Karolína Wankovská, DiS., ředitelka                                                                  | Web Farní charita Litoměřice                                                                |
| Charita Lovosice                                                          | duchovní správa Lovosice                                                                                                 | Mgr. Alena Maternová, ředitelka                                                                           | Web Farní charita Lovosice Farní charita Lovosice                                           |
| Školy                                                                     | | |                                                                                             |
| Mateřská škola sv. Zdislavy Litoměřice                                    | duchovní správa Litoměřice, provozovatel Diecézní charita Litoměřice                                                     | Jaroslav Striženec Archivováno 20. 10. 2021 na Wayback Machine., ředitel                                  | Web Mateřské školy sv. Zdislavy Litoměřice Archivováno 30. 6. 2020 na Wayback Machine.      |

## Okrskoví vikáři
- do 31. července 2010 Karel Havelka
- od 1. srpna 2010 Józef Szeliga